# Phytoliriomyza nigricans
Phytoliriomyza nigricans este o specie de muște din genul Phytoliriomyza, familia Agromyzidae, descrisă de Spencer în anul 1977. Conform Catalogue of Life specia Phytoliriomyza nigricans nu are subspecii cunoscute.